# Nuevo Aquismón
Nuevo Aquismón är en ort i Mexiko.   Den ligger i kommunen Tamuín och delstaten San Luis Potosí, i den centrala delen av landet, 300 km norr om huvudstaden Mexico City. Nuevo Aquismón ligger 84 meter över havet och antalet invånare är 681.
Terrängen runt Nuevo Aquismón är platt åt nordost, men åt sydväst är den kuperad. Runt Nuevo Aquismón är det ganska glesbefolkat, med 26 invånare per kvadratkilometer. Närmaste större samhälle är Santa Martha, 11,8 km öster om Nuevo Aquismón. Omgivningarna runt Nuevo Aquismón är en mosaik av jordbruksmark och naturlig växtlighet.